# Hydroporus palustris
Hydroporus palustris är en skalbaggsart som först beskrevs av Carl von Linné 1761.  Hydroporus palustris ingår i släktet Hydroporus och familjen dykare. Arten är reproducerande i Sverige. Inga underarter finns listade i Catalogue of Life.

## Bildgalleri

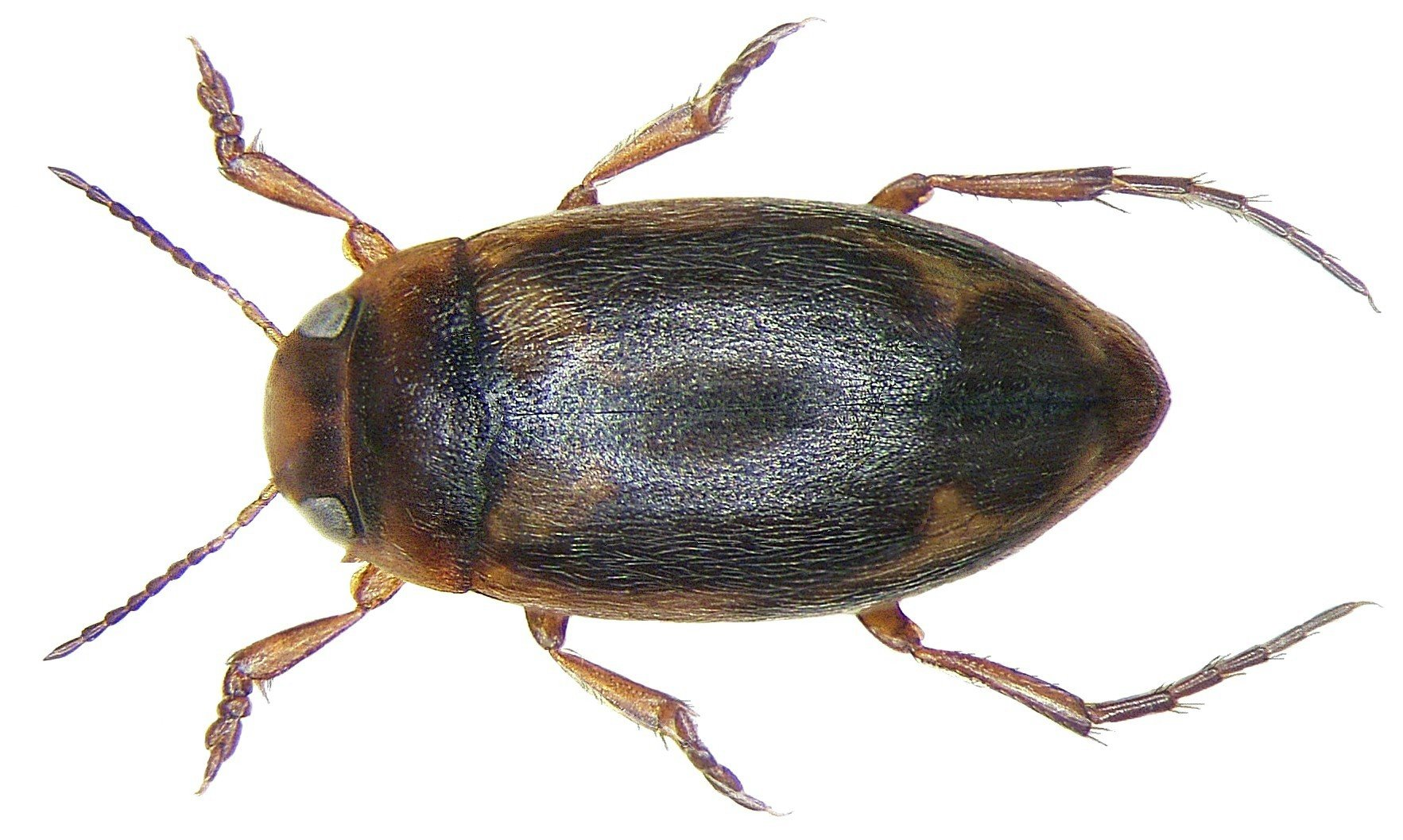
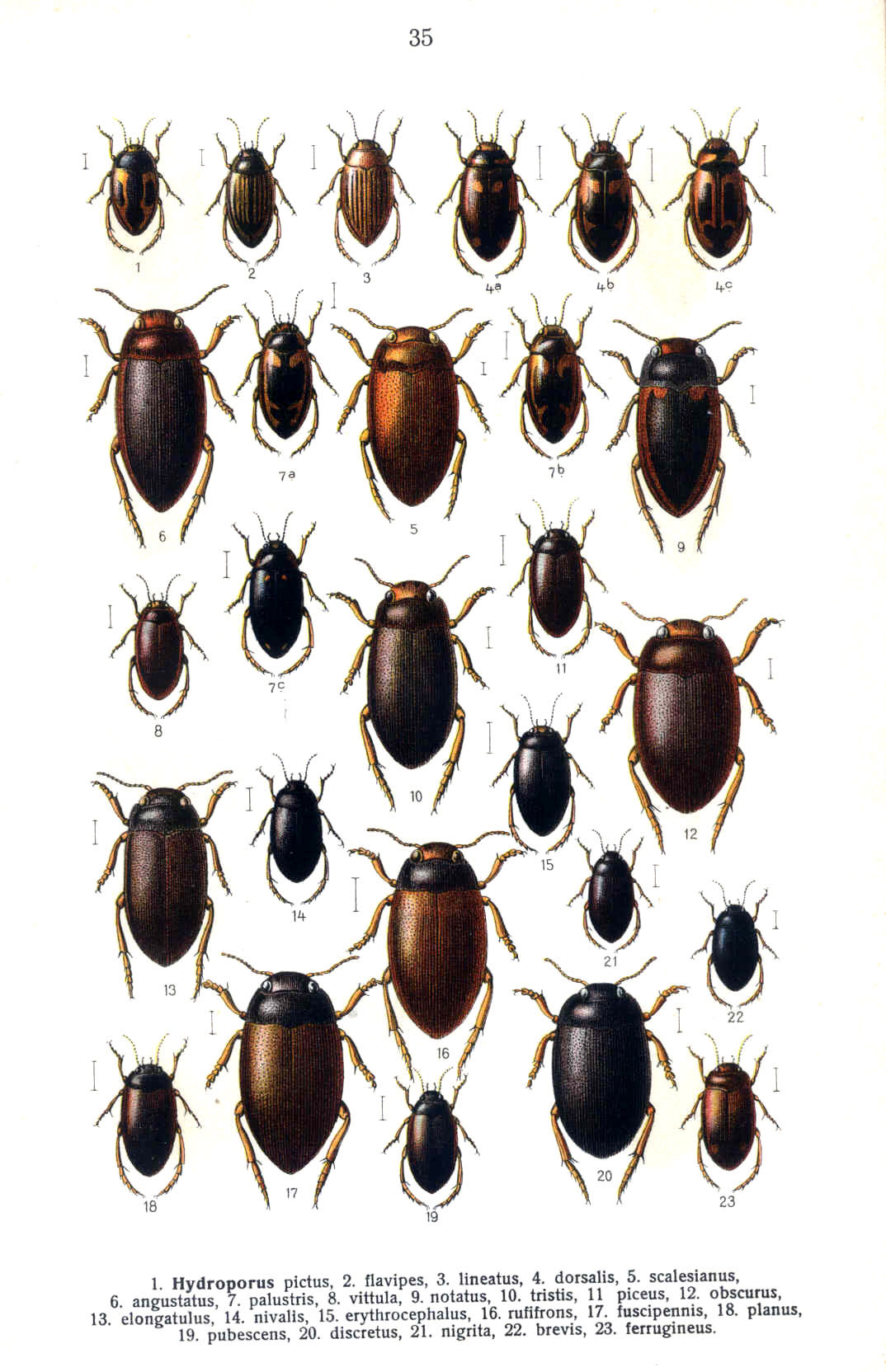
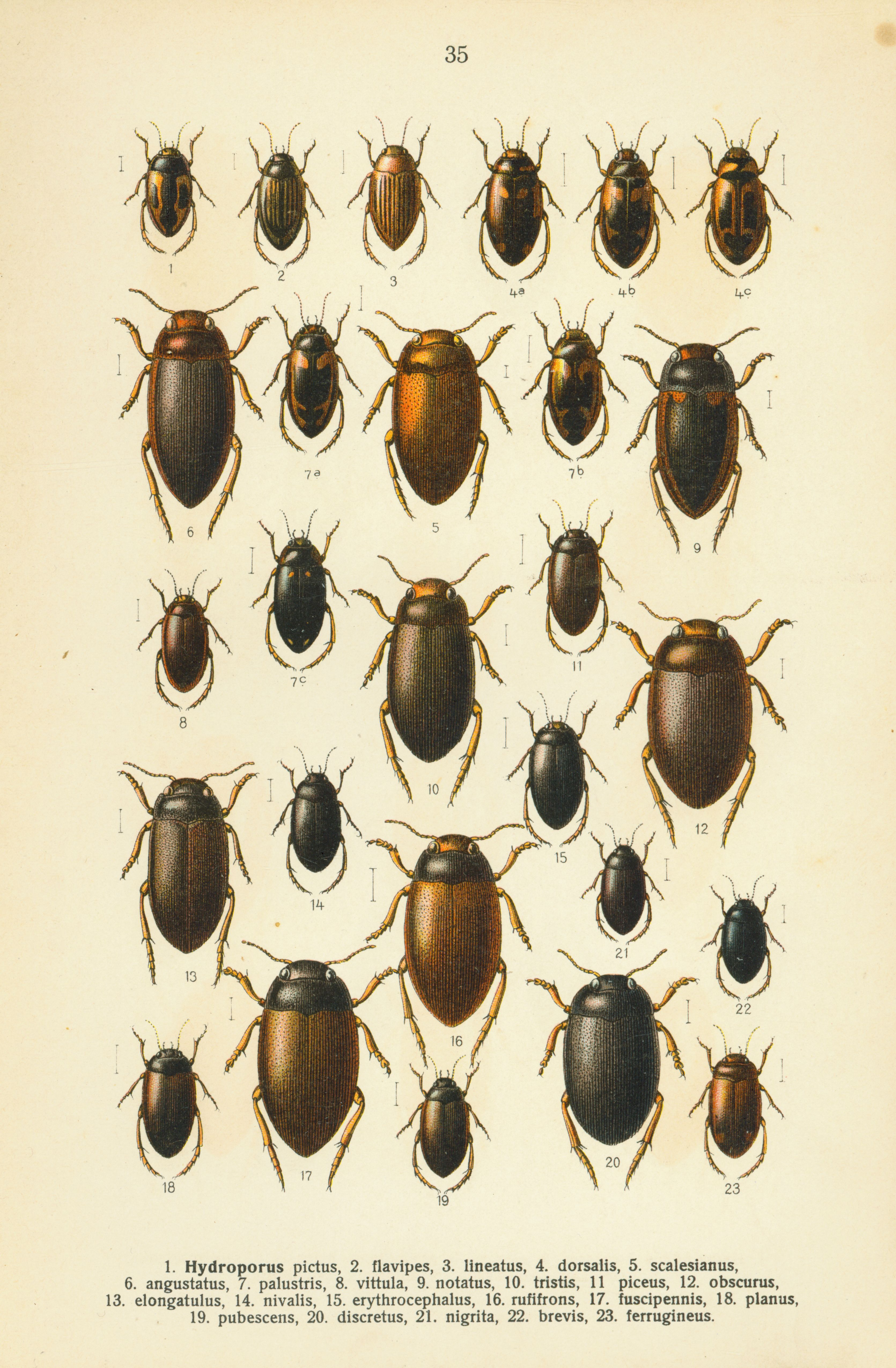